# Samorząd terytorialny w Irlandii
Samorząd terytorialny Irlandii – Irlandia składa się z 34 okręgów administracyjnych – 29 hrabstw i 5 dużych miast (Dublin, Cork, Galway, Waterford, Limerick). Władze lokalne tych obszarów są wybierane przez miejscową społeczność i nazywane są city counsil lub country counsil. Są to podstawowe jednostki organizacyjne samorządu lokalnego, które posiadają swoje funkcje, kompetencje i zadania. Dzisiejszy samorząd terytorialny Irlandii tworzył się pod silnym wpływem systemu samorządu terytorialnego Wielkiej Brytanii. Model angielski, który uformował się z XVIII w. jako local self-government(parlament działający lokalnie) wywarł duży wpływ na samorząd terytorialny Irlandii. System administracji terenowej Irlandii należy do jednego z najbardziej scentralizowanych w Europie. Lokalnie władze posiadają nieliczne kompetencje. Dla przykładu nie mają żadnych obowiązków związanych z policją, pomocą socjalną czy szkolnictwem. Z tego powodu posiadają niewielki budżet. Przychody samorządu terytorialnego Irlandii pochodzą z podatków i środków, które zostaną przydzielone przez władze centralne. W Irlandii bardzo często do organów lokalnych są powoływane kolegialne organy centralne. Jest to cecha charakterystyczna cecha samorządu terytorialnego Irlandii. Niewielka rola samorządu terytorialnego Irlandii wynika z powodów historycznych i tradycji scentralizowanej władzy. Irlandczycy bardzo słabo identyfikują się ze swoją „małą ojczyzną” w porównaniu do innych państw. W 1999 r. Irlandia została podzielona również na 2 regiony: południowo-wschodni i środkowo-zachodni. Podziału tego dokonano ze względu na potrzebę lepszego dostępu do Funduszy Strukturalnych pochodzących z Unii Europejskiej. Działanie samorządu terytorialnego w Irlandii regulują 2 ustawy: Ustawa uchwalona przez parlament westmisterski z 1898 r. i Ustawa o samorządzie lokalnym z 2001 r.

## Hrabstwa
Hrabstwa, które obecnie pokrywają terytorium Irlandii zostały utworzone w 1898 r. W każdym Hrabstwie jest powoływana Rada Hrabstwa, której kadencja trwa 5 lat. Liczba członków Rady Hrabstwa waha się od kilku do kilkunastu członków. W każdym hrabstwie co do zasady mamy jedną Radę Hrabstwa, ale w Tipperary mamy dwie, a w Dublinie trzy. Wyjątki te są spowodowane podziałem tych okręgów administracyjnych na części. Radzie Hrabstwa przewodniczy marszałek. Jest to organ prawodawczy, który planuje rozwój lokalny, zatwierdza roczne plany finansowe i powołuje komitety. Hrabstwa posiadają również organ Menadżera, którego powołuje się na drodze konkursu. Jest to organ jednoosobowy, który powołuje Rada Hrabstwa. Zajmuje się on wykonywaniem poleceń Rady i jest zwierzchnikiem administracji niższego szczebla.

## Nadzór
Samorząd terytorialny Irlandii jest nadzorowany przez Ministra Środowiska i Administracji Lokalnej. Ministerstwo jest zaangażowane w rozwój regionów poprzez wspieranie inwestycji związanych z polepszaniem infrastruktury. Określa ono system rozwoju miast, ochrony środowiska. Projekty i inicjatywy związane ze społeczno-gospodarczym rozwojem często otrzymują wsparcie z Funduszy Strukturalnych i Spójności. Ministerstwo zajmuje się zapytaniami samorządów o wsparcie finansowe ze środków unijnych i ocenia je.